# Bogolan

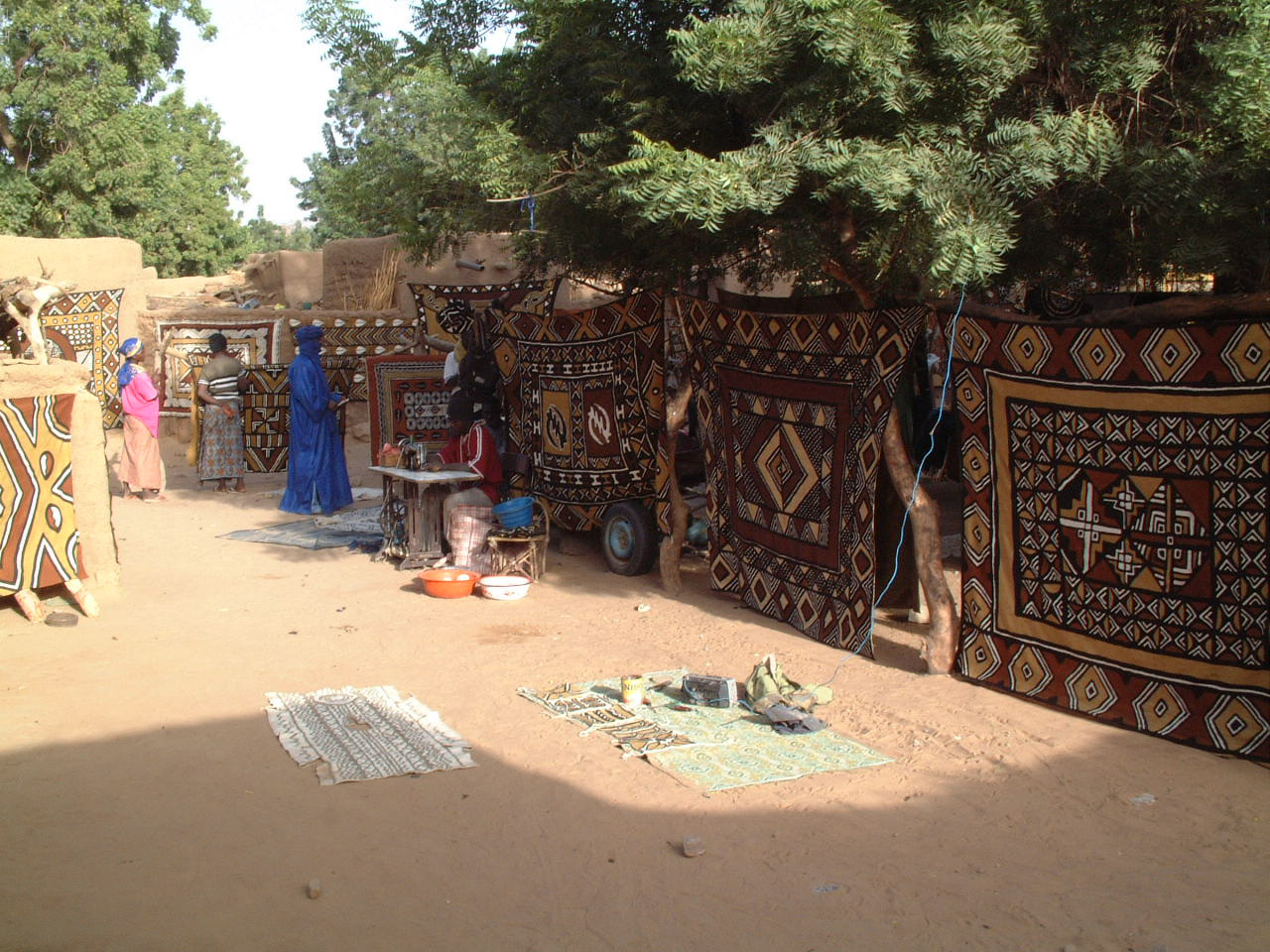
Bogolan in einem Markt in Mali

Bogolan (Schlammtuch, mit Schlamm hergestellt) ist das Produkt einer afrikanischen Web- und Färbetechnik, die ursprünglich in Mali beheimatet ist.
Bogolan sind grob strukturierte und handgewebte Baumwollstreifen, die etwa zehn bis 15 Zentimeter breit sind und zusammengenäht werden. Traditionell werden die Baumwollstreifen von Männern gewebt.
Die kunstvollen Muster werden von Frauen durch wiederholtes Auftragen von Schlamm und Saft, der sowohl aus Blättern als auch aus Baumrinde gewonnen wird, hergestellt. Der Färbeprozess ist äußerst zeitraubend, was das Produkt zu einem sehr begehrten Artikel macht. Bogolan ist zu einem international anerkannten Symbol afrikanischen Stils geworden.